# Stefan Tafrow

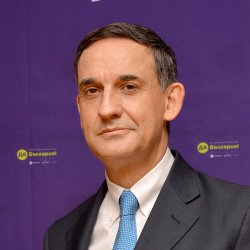
Stefan Tafrow (2017)

Stefan Ljubomirow Tafrow (auch Stefan Lyubomirov Tafrov geschrieben, bulgarisch Стефан Любомиров Тафров; * 11. Februar 1958 in Sofia, damals Volksrepublik Bulgarien) ist ein bulgarischer, Journalist, Politiker, Diplomat sowie zweifacher Vertreter Bulgariens bei den Vereinten Nationen.

## Leben
Stefan Tafrow wurde 1958 in der bulgarischen Hauptstadt Bulgarien geboren. 1977 schloss er sein Studium am Lycée Français de Sofia ab. Nachdem er 1983 einen Master-Abschluss in Journalismus von der St. Kliment-Ohridski-Universität Sofia erhalten hatte, arbeitete Tafrow bis 1987 als festangestellter Autor für die Wochenzeitung ABV in Sofia. In den 1980er Jahren war er ein aktives Mitglied von Bürgervereinigungen, die sich gegen das kommunistische Regime, gegen die sogenannte „Bulgarisierungs-Welle“ und für die Verteidigung der Menschenrechte einsetzten. Nach dem Fall des Kommunismus wurde Tafrow von 1989 bis 1991 Leiter der Auslandsredaktion der Tageszeitung Demokrazja (bulgarisch Демокрация ‚Demokratie‘), dem Organ der Union der Demokratischen Kräfte (kurz SDS). In derselben Zeit leitete er auch die Abteilung für internationale Beziehungen der SDS und war außenpolitischer Berater des ersten demokratisch gewählten Präsidenten des Landes, Schelju Schelew.
In der Regierung von Filip Dimitrow wurde Tafrow zwischen November 1991 und Mai 1992 zum ersten stellvertretenden Außenminister unter Stojan Ganew. In dieser Position und in der Abwesenheit von Ganew (war zum inoffiziellen Besuch in Deutschland) nahm Tafrow am 15. Januar an der Ministerratssitzung teil. An dieser war Tafrow maßgeblich an dem Beschluss zur Anerkennung der ehemaligen jugoslawischen Republiken Slowenien, Kroatien, Mazedonien und Bosnien und Herzegowina beteiligt. Vor allem setzte er sich für die Anerkennung Mazedoniens ein und stellte sich damit gegen die Position Ganews, der auf Empfehlung des deutschen Außenministers Hans-Dietrich Genscher sich gegen diese aussprach. Über die Entscheidung und die Anerkennung sagte Tafrow später:

„Важната дата беше 15 януари 1992 г., защото на нея външните министри на европейската общност трябваше да вземат решение кои югославски републики да признаят. Имаше определени нюанси и различия и за да намерят решение, общността реши да възложи на една арбитражна комисия, съставена от видни европейски личности, да я посъветва кои точно югославски републики да признаят за независими. Това е т.нар. комисия Бадентер по името на тогавашния председател на френския конституционен съд Робер Бадентер. В този период аз бях провел няколко разговора с премиера Филип Димитров и с президента Желев - и двамата бяха на мнение, че България трябва да признае Македония.
Реклама
Имаше много дълго заседание на Министерския съвет, което трая 3 дни с прекъсвания, включително имаше и съвет за национална сигурност при президента Желев, който подкрепи това признаване и направи обръщение към нацията по този въпрос.
Как се стигна до това решение беше драматично не защото правителството имаше съмнение за необходимостта от признаване. Ние бяхме подготвили дипломатически нещата сред страните-членки на Европейската общност преди комисията "Бадентер" да посъветва европейските министри да признаят Словения и Македония. Спомням си как след един телефонен разговор с Париж влязох при заседаващия МС и казах, че комисията ще посочи "Словения и Македония" и министрите станаха и започнаха да се прегръщат. Беше страшно емоционален момент и много звезден миг за нас.
По-късно научихме, че Гърция е заплашила, че ще блокира признаването и на Словения, и на Хърватска, ако Германия подкрепи Македония. И Стоян Ганев, който тогава беше в Германия, макар и неофициално, написа грама оттам, в която призова да не признаваме, следвайки съвета на германския външен министър Ханс-Дитрих Геншер. Тогава финансовият министър Иван Костов попита в МС каква е позицията на българското МВнР. Ние казахме, че смятаме, че трябва да признаем Македония.
Някои министри имаха колебания дали да се признае в същия ден или да се изчака Стоян Ганев, но Филип Димитров добре знаеше какво можеше да се случи и успя да убеди Министерският съвет да го упълномощи той сам да избере момента на признаването. На 15 януари тогавашният говорител на правителството Надежда Михайлова съобщи по БНТ новината, че България признава независимостта на четирите републики - Словения, Хърватска, Македония и Босна и Херцеговина“

„Das wichtige Datum war der 15. Januar 1992, denn an ihm mussten die Außenminister der Europäischen Gemeinschaft entscheiden, welche jugoslawischen Republiken sie anerkennen. Es gab gewisse Nuancen und Differenzen, und um eine Lösung zu finden, beschloss die Gemeinschaft, eine aus prominenten europäischen Persönlichkeiten zusammengesetzte Schiedskommission damit zu betrauen, welche jugoslawischen Republiken sie als unabhängig anerkennen sollten. Dies ist die sog Badenter-Kommission im Auftrag des damaligen Präsidenten des französischen Verfassungsgerichts, Robert Badinter. Während dieser Zeit hatte ich mehrere Gespräche mit Premierminister Filip Dimitrow und Präsident Schelew geführt – beide waren der Meinung, dass Bulgarien Mazedonien anerkennen sollte.
Es gab eine sehr lange Sitzung des Ministerrates, die mit Unterbrechungen drei Tage dauerte, einschließlich eine Sitzung des Nationalen Sicherheitsrates unter Präsident Schelew, der diese Anerkennung unterstützte und sich in dieser Frage an die Nation wandte.
Wie diese Entscheidung zustande kam, war dramatisch, nicht weil die Regierung Zweifel an der Notwendigkeit der Anerkennung Mazedoniens hatte. Wir hatten unter den Mitgliedsstaaten der Europäischen Gemeinschaft die Anerkennung diplomatisch vorbereitet, bevor die Badinter-Kommission den europäischen Ministern empfahl, Slowenien und Mazedonien anzuerkennen. Ich erinnere mich, dass ich nach einem Telefongespräch mit Paris zur Sitzung des Ministerrates ging und sagte, dass die Kommission „Slowenien und Mazedonien“ nennen würde, und die Minister aufstanden und anfingen, sich zu umarmen. Es war ein schrecklich emotionaler Moment und ein sehr herausragender Moment für uns. Später erfuhren wir, dass Griechenland gedroht hatte, die Anerkennung sowohl Sloweniens als auch Kroatiens zu blockieren, wenn Deutschland Mazedonien unterstützte. Und Stojan Ganew, der sich damals, wenn auch inoffiziell, in Deutschland aufhielt, schrieb von dort einen Brief, in dem er uns aufforderte, sie nicht anzuerkennen. Er folgte dabei dem Rat des deutschen Außenministers Hans-Dietrich Genscher. Anschließend fragte der Finanzminister Iwan Kostow den Ministerrat nach der Position des bulgarischen Außenministeriums. Wir sagten, wir sollten Mazedonien anerkennen.
Einige Minister zögerten die Anerkennung am selben Tag zu vollziehen oder drängten auf Stojan Ganew zu warten, aber Filip Dimitrow wusste genau, was passieren könnte, und schaffte es, den Ministerrat davon zu überzeugen, ihn zu ermächtigen, den Zeitpunkt der Anerkennung zu wählen. Am 15. Januar gab die damalige Regierungssprecherin Nadeschda Michajlowa auf BNT bekannt, dass Bulgarien die Unabhängigkeit der vier Republiken – Slowenien, Kroatien, Mazedonien und Bosnien und Herzegowina – anerkennt.“

Damit wurde Bulgarien der erster Staat der die Unabhängigkeit Mazedoniens anerkannte. Nach der Rückkehr Ganew in Bulgarien, musste Tafrow sein Posten im Außenministerium räumen.
In der Folge bekleidete Tafrow mehrere diplomatische Ämter. Er war zwischen April 1992 und Januar 1995 bulgarischer Botschafter in Italien und Malta; zwischen Januar 1995 und Mai 1997 Botschafter im Vereinigten Königreich und Irland.
Zwischen Februar 1997 und Januar 1998 bekleidete er erneut den Posten des ersten stellvertretenden Außenministers in den Regierungen von Stefan Sofijanski (unter Stojan Stalew) und Iwan Kostow (unter Nadeschda Michajlowa) bevor er ab Februar 1998 zum Botschafter in Frankreich wurde. Als Botschafter in Frankreich war er ebenfalls ständiger Vertreter Bulgariens bei der Organisation der Vereinten Nationen für Erziehung, Wissenschaft und Kultur (UNESCO). 2001 wurde Tafrow zum Commandeur de la Légion d'Honneur von Frankreich ernannt.
Zwischen 2001 und 2006 sowie zwischen 31. Januar 2012 und 25. Juli 2016 war Tafrow ständiger Vertreter Bulgariens bei den Vereinten Nationen und in dieser Position Mitglied des Sicherheitsrates der Vereinten Nationen (in 2002 und 2003) und im Rahmen der üblichen Präsidentschaftsrotation Vorsitzer des Sicherheitsrates. Weiterhin war er 2014 Stellvertretender Vorsitzen des Exekutivkomitees der UNESCO aus der osteuropäischen regionalen Gruppe.
Bei den der Europawahl 2009 kandidierte er mit der Liste der Blaue Koalition und 2019 mit dejeniger der Koalition Demokratisches Bulgarien erfolglos und zog nicht ins Europäischen Parlament ein.
Bei der Parlamentswahl in Bulgarien Juli 2021 wurde er als Abgeordneter der Da, Balgarija! (DaB!) aus der Region Russe von der Liste der Koalition Demokratisches Bulgarien im Narodno Sabranie gewählt. Bei der Vorgezogenen Wahl im November gleichen Jahres verlor er sein Mandat.
Tafrow ist Mitglied des International Institute for Strategic Studies in London, Vereinigtes Königreich.

## Auszeichnungen
- Commandeur de la Légion d’honneur (2001)
- Officer des Ordens des Sterns von Italien